# Professeur Cyclope
Professeur Cyclope est un périodique de bande dessinée numérique mensuel dont le premier numéro sort en mars 2013 et le dernier en décembre 2015.
En 2014, les éditions Casterman créent la collection « Professeur Cyclope » en collaboration avec Arte Éditions, destinée à publier les séries parues dans le magazine.

## Historique
Professeur Cyclope est fondé par Gwen de Bonneval, Brüno, Cyril Pedrosa, Hervé Tanquerelle, Fabien Vehlmann en mars 2013. Le nom Professeur Cyclope, inspiré du film Docteur Cyclope, est choisi pour le côté « expérience » (Professeur) et pour le « regard singulier » (Cyclope).
L'adaptation sur tablette du magazine est considéré comme une évidence pour Fabien Vehlmann :

« les tablettes sont particulièrement bien adaptées à la bande dessinée. On est dans un format proche du format papier américain ou manga, plus petit, qui offrirait un mode de lecture assez naturel pour un lecteur de BD. Un amateur de dessin pourra y trouver son compte car contrairement à ce que pourrait penser un puriste, la qualité des couleurs peut être meilleure sur un écran que sur du papier. La BD numérique permet aussi de développer de nouveaux contenus : le scrolling, le papyrus ou le turbo-média. »

Le but du magazine est de se centrer sur la recherche créative sans renoncer au plaisir de raconter des histoires. L'équipe éditoriale s'inspire pour cela de l'esprit de la chaîne de télévision HBO « qui parvient à exploiter des sujets mainstream de façon originale ».
Le no 0, pilote du projet auquel participe notamment Marine Blandin, Hervé Bourhis, Marion Montaigne, Pluttark et Vincent Sorel, convainc Arte de se joindre à la production et de financer de moitié le magazine en collaboration avec Silicomix, société créée pour le projet.
Professeur Cyclope se présente comme un « freemium » : moitié gratuit, moitié payant. Sur le modèle de Pilote ou À suivre, les numéros sont au départ proposés au prix de 3 €. Le magazine est accessible d'abord en abonnement, via le site de Professeur Cyclope, proposant l'équivalent d'une centaine de pages de BD, ainsi que des bonus (dont la chronique érotique de Fabien Vehlmann). Ensuite, une version gratuite « allégée » (environ 60 % du contenu) est proposée sur le site d'Arte en français et en allemand (« Professor Zyklop »). Télérama publie une partie du contenu (Lycéennes de Stephen Vuillemin, puis Zappoto de Marion Montaigne) à raison d'un épisode tous les vendredis.
En 2014, les éditions Casterman et Arte Éditions publient les premiers albums papiers tirés des séries de la revue numérique.
Fin 2014, le magazine prend un rythme de parution irrégulier. Le 20e et dernier numéro paraît en décembre 2015.

## Auteurs participants

### Feuilleton ou participations régulières
- Jacques Azam : Michel Clark
- Karine Bernadou : Hystéria
- Marine Blandin et Sébastien Chrisostome : La Renarde
- Hervé Bourhis : Le Teckel (feuilleton)
- Brüno et Fabien Nury : Tyler Cross (feuilleton)
- Philippe Dupuy : Une Histoire de l'art
- Alexandre Franc et Vincent Sorel : Les Pénates (feuilleton)
- Antoine Marchalot : Chapeau !, Un Drame scientifique
- Marion Montaigne : Zappoto
- Pluttark : Otto le sorcier
- Anouk Ricard : Les Exterts (en tout)
- Olivier Texier : La Boîte
- Stephen Vuillemin : Lycéennes (feuilleton)
- Jean-Christophe Mazurie : Torrents d'amour

Tangui Jossic réalise l'habillage graphique de la revue et notamment de la rubrique L'Œil du Cyclope.

### Participations exceptionnelles
- Jacques Azam : Michel Clark
- Antoine Marchalot : Chapeau !
- Morgan Navarro : Shoubily
- Charlie Poppins : Que sont-ils devenus ?
- Ruppert et Mulot : Les Portraitistes
- Quentin Vijoux : La Soif

L'Herbier Sauvage, tout d'abord un blog érotique de Fabien Vehlmann, devient une série mensuelle dans la rubrique L'Œil du Cyclope illustrée par Ugo Bienvenu et Kevin Manach, Jimmy Beaulieu, Flomize, Vincent Giard, Laureline Mattiussi, Fanny Michaelis, Frédéric Poincelet, David Prudhomme...